# 斯托克斯流

绕圆柱的斯托克斯流

斯托克斯流（英語：Stokes flow），又称为蠕动流（creeping flow），在流体力学中指黏性力远大于惯性力的流动，其名称源于爱尔兰物理学家乔治·斯托克斯。斯托克斯流的雷诺数十分小（{\displaystyle {\textit {Re}}\ll 1}），这意味着流速很低、黏性系数很大或流动的长度尺度很小。
斯托克斯流的控制方程为线性化的定常纳维-斯托克斯方程，称为斯托克斯方程，其表达式为：
{\displaystyle {\boldsymbol {\nabla }}\cdot \mathbb {P} +\mathbf {f} =0}
其中{\displaystyle \scriptstyle \mathbb {P} }为柯西应力张量，包含黏性力与压力，{\displaystyle \mathbf {f} }则为体积力。完整的斯托克斯方程还包括质量守恒方程，即
{\displaystyle {\frac {d\rho }{dt}}+\nabla \cdot (\rho \mathbf {u} )=0}
其中{\displaystyle \rho }为密度，{\displaystyle \mathbf {u} }为流速。